# Zerizer
Zerizer (în arabă زريزر) este o comună din provincia El Tarf, Algeria.
Populația comunei este de 11.064 de locuitori (2008).